# Juan Manuel de Rosas

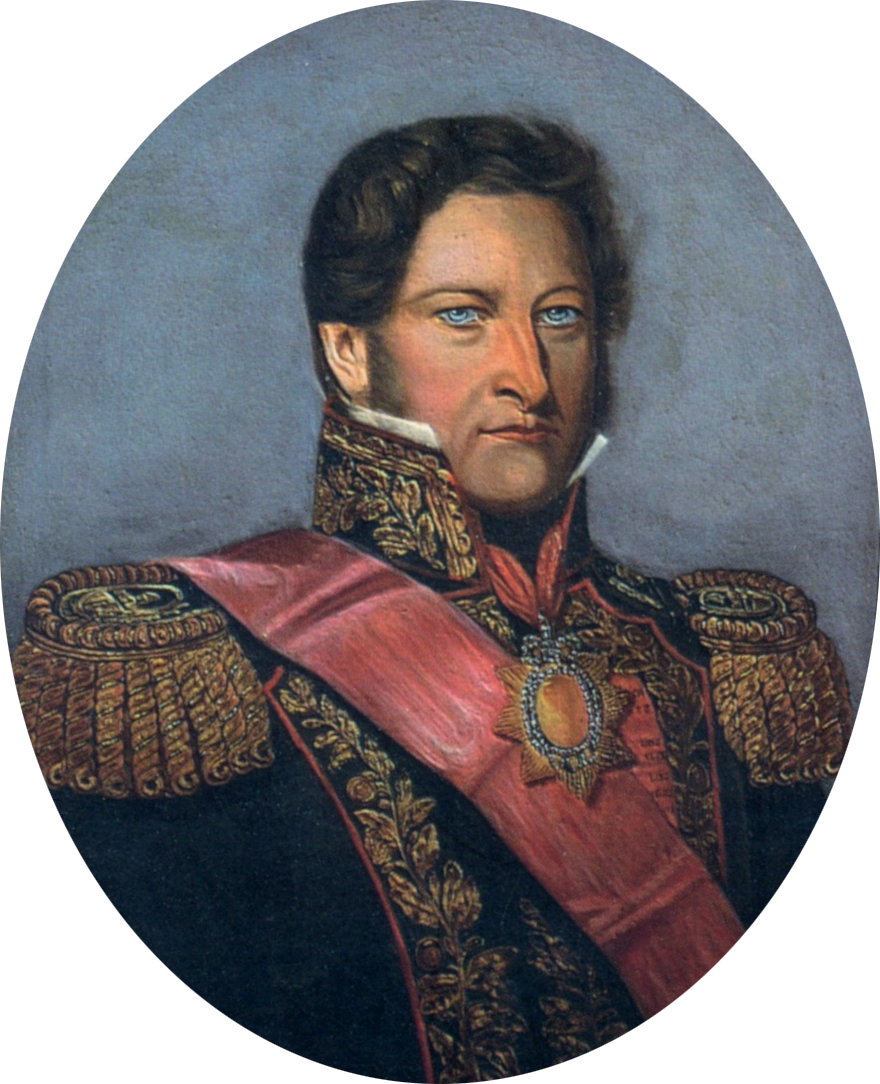
Juan Manuel de Rosas

Juan Manuel de Rosas (Buenos Aires, 30 de març de 1793 - Southampton, Hampshire, 14 de març de 1877) va ser un militar i polític de l'Argentina. Cabdill i Governador de la província de Buenos Aires, va ser un dels màxims dirigents de la Confederació Argentina, i protagonistes de les guerres intestines al país, les quals van succeir-se durant bona part del segle xix després d'aconseguida la independència respecte del Regne d'Espanya. Va ser una figura objecte d'important controvèrsia.

## Preàmbul
Molts escriuen Rozas i altres en diuen Juan Manuel Ortiz de Rosas, per pretendre baixar d'una família asturiana que comptava entre els seus membres al comte de Poblaciones, León Ortiz de Rosas, Juan Manuel va rebre una educació molt mediocre, i amb aquest defecte d'instrucció va conservar sempre una mena de desconfiança odiosa envers les persones i les classes cultes.

## Biografia
Als quinze anys es va allistar com a voluntari a l'Exèrcit per combatre la segona invasió anglesa a la República Argentina. Després se'n va anar a viure al camp, passant la primera joventut guardant bestiar i dedicat a les feines rurals, amb la qual cosa va adquirir hàbits durs i aspres. Per la seva activitat, així com pels béns que li va portar la seva dona, Encarnación Ezcurra, va arribar a ser un gran propietari de la pampa. Dia i nit, errant sobre un cavall indòmit, Rosas va adquirir les qualitats que resumeixen els instints dels gautxos: la força, l'agilitat, l'astúcia. Va arribar a ser l'heroi de les pampes i el seu nom va penetrar fins a Buenos Aires. En 1818 va demanar armes al general Pueyrredón per combatre als indis, reclutant entre els camperols una banda genets, als quals va exigir obediència absoluta. El país es trobava en complet anarquia; dos partits estaven en pugna: els unitaris, que tendien a procurar, per una concentració liberal i democràtica, la prosperitat interior i la força exterior de l'Estat, i els federals, que lluitaven per mantenir la independència i l'autonomia dels Estats de la Confederació i per aniquilar la influència, sempre creixent de Buenos Aires.

## Militància de Rosas
Rosas, que militava entre els federals, va començar per prestar el seu concurs al governador de Buenos Aires, Manuel Dorrego, per dominar la ciutat revoltada (1820). En recompensa va rebre el títol de coronel. Ja en aquesta època va descobrir la seva inclinació i les seves tendències de despotisme. La seva estada a la Guàrdia de la Muntanya era una mena de campament militar: els malfactors buscaven empara en ell i Roses ho atorgava oposant-se a l'acció de la justícia. El Govern argentí comprenia sens dubte els resultats d'aquella tolerància; però les dissensions polítiques, les divisions intestines i tots els mals que pesaven sobre el país, ho feien impotent, perquè temia emprar mitjans coercitius que podien tornar a portar la revolta i la guerra civil. El 1828 era ja Rosas comandant general de campanya, havent augmentat el seu poder i la seva influència sobre les masses populars.
Quan el general Lavalle, després del seu retorn de la campanya de Brasil, va fer la revolució del 1 de desembre de 1828, que va donar per resultat la derrota i afusellament del governador de Buenos Aires, Manuel Dorrego, Rosas, que combatia la revolució, va sostenir una lluita aferrissada, que va venir a concloure per la Convenció de pau que es va celebrar entre ambdós caps el 24 de juny de 1829. Aquesta Convenció va ser violada per Rosas, que, per haver vençut Lavalle i ser l'únic cabdill dels federals, es va fer proclamar governador de Buenos Aires. Col·locat a la primera magistratura del país, necessitava tenir un pla de govern, una política determinada, una regla de conducta que li procurés amics i gent que el recolzés.

## Va aconseguir el suport
Va aconseguir llavors el suport de molts homes distingits als quals guiava el legítim desig del bé de la seva pàtria. Creien que Rosas, amb la immensa popularitat de què gaudia, podia conciliar les opinions dividides tranquil·litzar els ànims sobresaltats i concloure així les lluites civils; però s'enganyaven, perquè Rosas va començar a mostrar les seves tendències i no parar-se en mitjans per a la realització dels seus plans. Va suprimir la llibertat de la premsa, va dissoldre la Cambra de representants de la nació i va inaugurar un règim de terror i d'espionatge amb l'afusellament del sergent major Juan José Montero. No per això va perdre Rosas la seva autoritat davant les masses populars, encara que se'n van separar els homes més notables que l'envoltaven al principi del seu govern. Llavors va preparar una expedició al desert, que no tenia cap altre objecte que reunir un exèrcit per imposar-se amb ell la seva voluntat al poble i obtenir grans sumes de diners, que exigia del negoci pacífic que es feia amb els indis. Amb el pretext d'aquesta expedició, i per contrarestar l'oposició creixent de personalitats influents encara, es va inhibir de les seves funcions i va fer nomenar governador a Juan Ramón Balcarce el desembre de 1832, però va conservar tot el poder efectiu, reservant-se per a si el comandament de l'Exercit. A l'octubre de 1833 va fer esclatar una revolució contra el Govern de l'esmentat Balcarce, que va donar per resultat la seva caiguda, succeint-li el general Viamonte; però aquest Govern mancat de la força necessària en què recolzar-se, va quedar a la mercè de Roses, que seguia sent comandant general en campanya. En 1834 és nomenat per quatre vegades consecutives governador de Buenos Aires, càrrec que va refusar altres tantes vegades, fins que al març de 1835 es va decidir a acceptar-ho, pujant al Govern amb les facultats extraordinàries que el cos legislatiu li va conferir, dipositant d'aquesta manera en mans del tirà una nova arma, un dret de tal espècie, que en virtut d'ell Rosas es proclamava el propietari de la vida, de les hisendes i de l'honor dels ciutadans.
Els seus còmplices i ell mateix fan comprendre que les facultats extraordinàries importaven l'exercici il·limitat de tots els poders públics sense contrapès de cap gènere, sense que estigués lligat a les lleis que reglamenten l'exercici d'aquests mateixos poders. Ni el poder legislatiu, ni l'executiu, ni el judicial, ni els tres reunits, tenen el dret de matar els homes i confiscar-los les seves propietats, sense que precedeixi un judici, mentre hi hagi una llei que garanteix els drets del ciutadà; però Rosas, a pretext de les facultats extraordinàries, violava els drets més sagrats, conculcava totes les lleis i ostentava amb imprudència les seves fellonies. Així, se'l va veure fer afusellar a la plaça del Retiro de Buenos Aires á 110 indis en un sol dia i d'una sola vegada, regant amb la sang d'aquests infeliços aquell passeig públic, en el qual s'agrupava la munió, àvida de presenciar aquella bàrbara escena, aquell nou sistema d'intimidació inventat per ensenyar al poble doblar el genoll davant de la voluntat d'un tirà.

## El Règim del terror
Es va fer renovar els poders el 12 de setembre de 1842, i de cinc en cinc anys representava la mateixa comèdia, pretextant sempre la seva prima salut, les dificultats de les circumstàncies, la necessitat de repòs que sentia, per obtenir de l'Assemblea poders més i més extensos. Amb aquesta política va governar durant vint-i-tres anys amb tots els excessos de la més odiosa tirania. Els seus mitjans principals eren la presó, la confiscació, els suplicis, el verí i l'assassinat. A tots els documents oficials es llegien aquestes frases: <¡Visquin els federals! ¡Morin els salvatges immunds, traïdors unitaris!> Al·legant causes polítiques, perseguia amb sense cap vergonya a tots els que li inspiraven sospites, ja fossin amics, o enemics. Va organitzar la famosa companyia de la Mazorca, que, en ple dia, a ganivetades i a trets, va exterminar a tots els sospitosos. En doblegar l'angle d'un carrer, una banda de sicaris assaltava l'indefens transeünt que havia tingut la desgràcia de fer-se simplement sospitós al tirà o als seus sequaços; el cap de la víctima era passejada pels carrers de la ciutat dins d'un carro, al pregó de <Síndries bones i barates>, i entre les burles dels assassins era portada a la casa de la família, que, horroritzada, sentint córrer per les venes el fred del terror, es tancava dins de casa seva per no veure la cara mutilada del pare, del fill, del germà. Però no servia de res tancar-se i omplir la casa de cadenats; els panotxers, amb la destral homicida, que feia saltar quants caps s'oposaven al seu pas, estellaven els batents de les portes que els separaven de les seves víctimes. La Mazorca va ser organitzada el 1840, i fins al 1843 es calcula en 22.000 el nombre de víctimes immolades. En la seva vanitat, Rosas va arribar a exigir que els habitants de Buenos Aires rendissin homenatge al seu retrat; va donar el seu cognom a un mes de l'any, i va exigir que tots els argentins lluïssin una cinta vermella, que era l'emblema dels federals, prohibint els colors blau i verd, que distingien als unitari.

## Relacions internacionals i fi del dictador
Durant la seva llarga dictadura, va procurar mantenir sempre bones relacions amb els altres Estats d'Amèrica del Sud, excepció feta de l'Uruguai i del Paraguai, als quals es va obstinar en considera com a dependents de la Confederació argentina. En les seves relacions amb Europa, afectant una observança escrupolosa dels tractats i de les conveniències diplomàtiques, va procurar mostrar una independència simpàtica als ulls americans, i per la qual cosa la seva política ha merescut el qualificatiu de nacional. Seria injust negar que la seva administració, per més d'un concepte va ser profitosa per al país, la indústria del qual va prosperar i el comerç del qual es va desenvolupar notablement.
La seva caiguda es va anunciar el dia que va començar a ser infidel a les conviccions federalistes. Imitant l'exemple dels seus predecessors unitaris, va demanar per a Buenos Aires un monopoli comercial, que va revoltar en contra seva els Estats veïns i que va provocar la intervenció de França i d'Anglaterra, deguda en part a la iniciativa del Govern brasiler. França, particularment queixosa de les violències comeses contra els seus fills, doncs hi havia a Buenos Aires una nombrosa colònia francesa, va proclamar i va efectuar el bloqueig del Plata, que va durar de 1838 a 1849, prestant auxili a Montevideo, refugi dels unitaris argentins, assetjat per Rosas des de 1839. Amb Anglaterra va sostenir Rosas una disputa a causa de les illes Malvines. Al maig de 1851, Montevideo va ser alliberada, després d'un setge de 10 anys, pel governador d'Entre Ríos, Justo José d'Urquiza, a qui recolzava Brasil. Urquiza va encendre una guerra sense quarter contra el dictador, pactant abans una aliança defensiva i ofensiva amb Brasil, Paraguai i Uruguai. El governador d'Entre Ríos va arribar a reunir un exèrcit de 30.000 infants i 50.000 genets que, passant el riu Paraná, es va acostar a la capital. El 3 de febrer de 1852 les tropes de Roses van ser vençudes a Monte Caseros, i Rosas va poder fugir, refugiant-se amb els seus fills é filles, bord del vaixell Locuste, de pavelló anglès, que el va desembarcar a Plymouth. Fins a la seva mort visqué retirat en una petita població propera a Southampton.

## Urquiza pren possessió
El dia en què Rosas va abandonar la seva pàtria, Justo José Urquiza va prendre possessió de la residència del dictador, la Quinta de Palerm, espècie de Versalles rústic, on no faltaven palatins. La immensa fortuna de Rosas, consistent en terres i bestiars, va ser confiscada en profit de l'Estat pel Govern provisional constituït el 4 de febrer a Buenos Aires. El 29 de juliol de 1857, el Senat i la Cambra de representants, reunits a Assemblea general, van declarar a Roses reu de lesa pàtria per la tirania sagnant que va exercir sobre el poble durant tot el període de la seva dictadura, violant fins a les lleis de la Naturalesa, i per haver fet traïció en molts casos a la independència de la seva pàtria i sacrificat a la seva ambició la llibertat i les glòries. Declarà així mateix l'Assemblea que competia als Tribunals ordinaris el coneixement dels crims comesos pel tirà, i d'acord amb aquesta declaració, sancionada amb valor i força de llei, es va formar després a Rosas una causa criminal que el va sentenciar a mort.
Des del seu refugi de Swathling, a prop de Southampton, Rosas no va protestar contra aquesta sentència ni es va barrejar per res en els assumptes del seu país. Va acceptar la sort que li va assolir i va reconèixer i va respectar l'autoritat del partit vencedor, contra el qual no va conspirar mai. Encara va viure trenta-tres anys, amb certa austeritat i senzillesa administrant la seva finca de Swathling amb tant de despotisme i severitat com abans havia governat al seu país. Malgrat tots els mals causats a la seva pàtria per la seva llarga i odiosa tirania, la història reconeix que gràcies a Rosas va prevaldre a la República Argentina el sistema federatiu; per això els seus partidaris cregueren veure en Rosas a un nou George Washington, mentre que els seus enemics només el van voler comparar a un Calígula o un Elagàbal.

## Anàlisi envers Rosas
Per completar l'estudi imparcial d'aquest dictador, vegeu el judici a l'argentí doctor J. Francisco V. Silva, gran adversari seu:
| « | < Rosas, aquest gran home, sempre i en tota hora argentí, només va saber sustentar els més grans ideals nacionals al mig una marea anàrquica de perversió i política. El dia en què la República Argentina visqui la seva tradició i la seva nació, aleshores professarà Rosas, no el menyspreu com a reprovació, sinó l'estima com a patriota; doncs ell va ser qui va fer país davant de la urpada cobdiciosa, i va augurar entre les tenebres cabdillesques una llunyana i brillant argentinitat.> | » |